# Estadi Olímpic de Tòquio
L'Estadi Olímpic de Tòquio, també anomenat Estadi Nacional del Japó, (en japonès: 国立霞ヶ丘陸上競技場; transliteració: Kokuritsu Kasumigaoka Rikujo Kyogijo), va ser l'estadi olímpic que es construí a la ciutat de Tòquio amb motiu de la realització dels Jocs Asiàtics de 1958. La seva demolició va finalitzar en maig de 2015, per començar la construcció del Nou Estadi Nacional del Japó.

## Construcció
L'edifici fou projectat per l'arquitecte Kenzō Tange amb motiu de la realització l'any 1958 dels Jocs Asiàtics d'aquell any a la ciutat de Tòquio. La realització d'aquells Jocs, i posteriorment dels Jocs Olímpics d'Estiu de 1964, significaren el resorgiment japonès després de la Segona Guerra Mundial.

## Esdeveniments
A més d'aquests dos esdeveniments a l'estadi s'hi ha celebrat el Campionat del Món d'atletisme de l'any 1991, i entre el 1980 i el 1999 fou la seu permanent de la Copa Intercontinental de futbol.